# Primeira Liga
Primeira Liga (eller Liga ZON Sagres af sponsormæssige årsager) er den øverste division i portugisisk fodbold. Ligaen består af 18 hold, der møder hver modstander én gang ude og én gang hjemme, hvilket giver 34 kampe pr. sæson. Når sæsonen er slut, rykker de to hold med færrest points ned i Segunda Liga.

## Primeira Liga klubber (2022-23)
| Farve | Forklaring                                 |
| ----- | ------------------------------------------ |
|       | Champions League gruppespil                |
|       | Kvalifikation til Champions League         |
|       | Europa League gruppespil                   |
|       | Kvalifikation til Europa Conference League |
|       | Nedrykningsplayoffs                        |
|       | Nedrykning                                 |

| Placering i år | Hold                 | Lokation               | Stadion                                      | Kapacitet | Placering i sæsonen 2021/22 | Kommentar          |
| -------------- | -------------------- | ---------------------- | -------------------------------------------- | --------- | --------------------------- | ------------------ |
| 1.             | Benfica              | Lissabon               | Estádio da Luz                               | 64,642    | 3.                          |                    |
| 2.             | Porto                | Porto                  | Estádio do Dragão                            | 50,033    | 1.                          |                    |
| 3.             | Braga                | Braga                  | Estádio Municipal de Braga                   | 30,286    | 4.                          |                    |
| 4.             | Sporting CP          | Lissabon               | Estádio José Alvalade                        | 50,095    | 2.                          |                    |
| 5.             | Arouca               | Arouca                 | Estádio Municipal de Arouca                  | 5,000     | 15.                         |                    |
| 6.             | Vitória de Guimarães | Guimarães              | Estádio D. Afonso Henriques                  | 30,000    | 6.                          |                    |
| 7.             | Chaves               | Chaves                 | Estádio Municipal Eng.Manuel Branco Teixeira | 8,400     | 3. Segunda Liga             | Oprykket sidste år |
| 8.             | Famalicão            | Vila Nova de Famalicão | Estádio Municipal 22 de Junho                | 5,307     | 8.                          |                    |
| 9.             | Boavista             | Porto                  | Estádio do Bessa                             | 28,263    | 12.                         |                    |
| 10.            | Casa Pia             | Lissabon               | Estádio Nacional                             | 37,593    | 2. Segunda Liga             | Oprykket sidste år |
| 11.            | Vizela               | Vizela                 | Estádio do FC Vizela                         | 6,000     | 14.                         |                    |
| 12.            | Rio Ave              | Vila do Conde          | Estádio dos Arcos                            | 9,065     | 1. Segunda Liga             | Oprykket sidste år |
| 13.            | Gil Vicente          | Barcelos               | Estádio Cidade de Barcelos                   | 12,504    | 5.                          |                    |
| 14.            | Estoril              | Estoril                | Estádio António Coimbra da Mota              | 8,015     | 9.                          |                    |
| 15.            | Portimonense         | Portimão               | Estádio Municipal de Portimão                | 6,204     | 13.                         |                    |
| 16.            | Marítimo             | Funchal                | Estádio do Marítimo                          | 10,932    | 10.                         |                    |
| 17.            | Paços de Ferreira    | Paços de Ferreira      | Estádio Capital do Móvel                     | 9,076     | 11.                         |                    |
| 18.            | Santa Clara          | Ponta Delgada          | Estádio de São Miguel                        | 13,277    | 7.                          |                    |

## Mest vindende klubber
| Klub                       | Vinder | Finalist | Vinder sæson | Finalist sæson |
| -------------------------- | ------ | -------- | --- | --- |
| Benfica                    | 38     | 29       | 1935–36, 1936–37, 1937–38, 1941–42, 1942–43, 1944–45, 1949–50, 1954–55, 1956–57, 1959–60, 1960–61, 1962–63, 1963–64, 1964–65, 1966–67, 1967–68, 1968–69, 1970–71, 1971–72, 1972–73, 1974–75, 1975–76, 1976–77, 1980–81, 1982–83, 1983–84, 1986–87, 1988–89, 1990–91, 1993–94, 2004–05, 2009–10, 2013–14, 2014–15, 2015–16, 2016–17, 2018–19, 2022–23 | 1943–44, 1945–46, 1946–47, 1947–48, 1948–49, 1951–52, 1952–53, 1955–56, 1958–59, 1965–66, 1969–70, 1973–74, 1977–78, 1978–79, 1981–82, 1985–86, 1987–88, 1989–90, 1991–92, 1992–93, 1995–96, 1997–98, 2002–03, 2003–04, 2010–11, 2011–12, 2012–13, 2017–18, 2019–20   |
| Porto                      | 30     | 29       | 1934–35, 1938–39, 1939–40, 1955–56, 1958–59, 1977–78, 1978–79, 1984–85, 1985–86, 1987–88, 1989–90, 1991–92, 1992–93, 1994–95, 1995–96, 1996–97, 1997–98, 1998–99, 2002–03, 2003–04, 2005–06, 2006–07, 2007–08, 2008–09, 2010–11, 2011–12, 2012–13, 2017–18, 2019–20, 2021–22                                                                         | 1935–36, 1937–38, 1940–41, 1950–51, 1953–54, 1956–57, 1957–58, 1961–62, 1962–63, 1963–64, 1964–65, 1968–69, 1974–75, 1979–80, 1980–81, 1982–83, 1983–84, 1986–87, 1988–89, 1990–91, 1993–94, 1999–2000, 2000–01, 2004–05, 2014–15, 2016–17, 2018–19, 2020–21, 2022–23 |
| Sporting Clube de Portugal | 19     | 22       | 1940–41, 1943–44, 1946–47, 1947–48, 1948–49, 1950–51, 1951–52, 1952–53, 1953–54, 1957–58, 1961–62, 1965–66, 1969–70, 1973–74, 1979–80, 1981–82, 1999–2000, 2001–02, 2020–21 | 1934–35, 1938–39, 1939–40, 1941–42, 1942–43, 1944–45, 1949–50, 1959–60, 1960–61, 1967–68, 1970–71, 1976–77, 1984–85, 1994–95, 1996–97, 2005–06, 2006–07, 2007–08, 2008–09, 2013–14, 2015–16, 2021–22                                                                  |
| Boavista                   | 01     | 03       | 2000–01 | 1975–76, 1998–99, 2001–02 |
| Belenenses                 | 01     | 03       | 1945–46 | 1936–37, 1954–55, 1972–73 |
| Braga                      | 0      | 01       | — | 2009–10 |
| Vitória de Setúbal         | 0      | 01       | — | 1971–72 |
| Académica                  | 0      | 01       | — | 1966–67 |